# シーズ・ア・ウーマン
「シーズ・ア・ウーマン」（She's a Woman）は、ビートルズの楽曲である。主にポール・マッカートニーによって書かれた楽曲で、作曲者名はレノン＝マッカートニー名義となっている。1964年11月にシングル盤『アイ・フィール・ファイン』のB面曲として発売され、アメリカでは1964年12月に発売されたアルバム『Beatles '65』にも収録された。B面曲でありながら、Billboard Hot 100で最高位4位を記録し、ニュージーランドのシングルチャートでは第1位を獲得した。本作は、マッカートニーがリトル・リチャードの様式で曲を書こうとしたことがきっかけとなっている。歌詞には、ビートルズの楽曲では初となる麻薬への言及が含まれており、「Turn me on」というフレーズはマリファナを指している。
ビートルズは、アルバム『ビートルズ・フォー・セール』のセッション中である1964年10月に「シーズ・ア・ウーマン」のレコーディングを行なった。マッカートニーは、レコーディング直前のスタジオで曲の大部分を書いた。シンプルなアレンジで、ジョン・レノンはリズムギターをオフビートで演奏し、ベースがレコーディングの軸となる機会を与えている。本作はその後、『レアリティーズ』（イギリス盤）、『パスト・マスターズ Vol.1』、『モノ・マスターズ』などのコンピレーション・アルバムに収録された。
「シーズ・ア・ウーマン」は、マッカートニーの力強いボーカルやバンドの派手な伴奏により、複数の音楽評論家から肯定的な評価を得ているが、「歌詞が弱い」と評価する評論家も存在する。ビートルズは、BBCラジオ用に本作を2回録音したほか、1965年と1966年のツアーで定期的に演奏していた。1965年8月のハリウッド・ボウル公演でのライブ音源が、1977年に発売された『ザ・ビートルズ・スーパー・ライヴ!』に収録され、1966年6月の日本武道館公演でのライブ音源が、1996年に発売された『ザ・ビートルズ・アンソロジー2』に収録された。また、マッカートニーもソロ・ライブで演奏しており、1991年に発売されたライブ・アルバム『公式海賊盤』に収録された。また、本作はチャールズ・リヴァー・ヴァレー・ボーイズ、ジェフ・ベック、スクリッティ・ポリッティらによってカバーされている。

## 背景・曲の構成

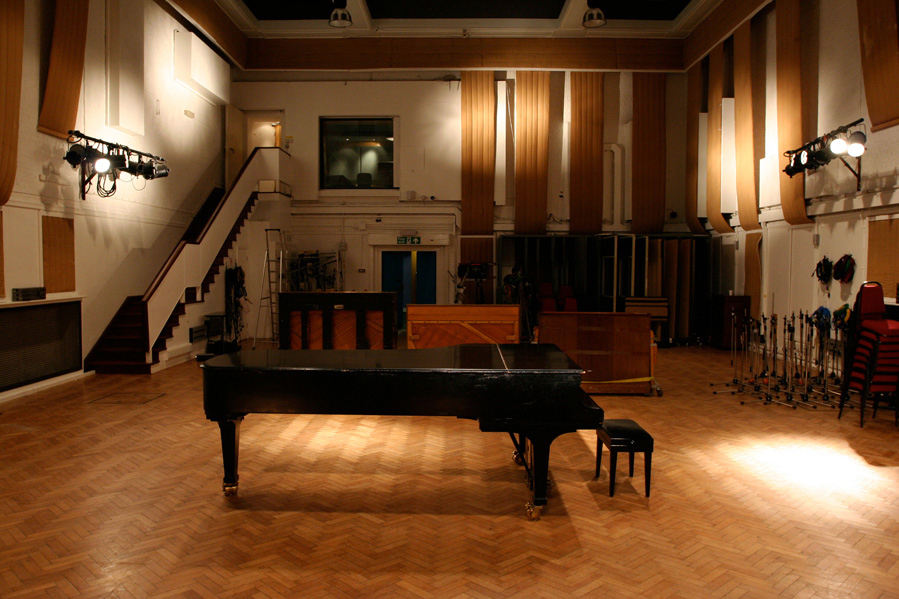
EMIレコーディング・スタジオ（現アビー・ロード・スタジオ）のスタジオ2。この場所で「シーズ・ア・ウーマン」の作曲とレコーディングが行われた。

ポール・マッカートニーは、レコーディングを行なった1964年10月8日に「シーズ・ア・ウーマン」の作曲を開始し、手早く完成させた。1964年11月17日に放送されたラジオ番組『Top Gear』に出演したマッカートニーは、セッションの朝に「およそ1節」分の準備ができていて、残りの分をスタジオで書き上げたと説明した。伝記『Many Years from Now』の中で、マッカートニーは曲の最初のアイデアが浮かんだのが、セント・ジョンズ・ウッドの歩きまわっているときだと回想しているが、曲を完成させた場所が自宅なのか、スタジオに向かう途中なのか、スタジオに着いてからなのかはわからないとしている。本作は、リトル・リチャードの様式で曲を書こうとしたことがきっかけとなっており、マッカートニーは「ブルースっぽい曲を書こうとした。リトル・リチャードを演奏する代わりになればと思ってね。彼の曲が素晴らしくて、彼のスタイルを自分の曲に取り入れてみたんだ」と語っている。ジョン・レノンは、1972年のインタビューで本作を書いたのがマッカートニーであるとする一方で、ミドルエイトで手助けをした可能性を示し、1980年の『プレイボーイ』誌のインタビューでは「ポールの曲。僕は歌詞を少し手伝った」と語っている。
「シーズ・ア・ウーマン」の主にAメジャーのキーで4分の4拍子演奏されるが、途中でわずかにC♯マイナーに移る。本作は2つの短いブリッジが含まれているほか、I、IV、Vの3種類のコードのみが使用されている。音楽学者のトーマス・マクファーレンは、本作を「ロックとブルースの抑揚にカントリー&ウエスタン、フォークの様式に由来する要素を組み合わせている楽曲」として特徴づけている。ロックンロール、ポップ・ロック、R&Bもしくは「はつらつとしたポップ・ブルース」などさまざまな様式を持つ本作は、4小節のブリッジを含む長尺のブルース・ナンバーとなっている。音楽学者のウォルター・エヴェレットは、「五音音階のヴァースと長音階のブリッジ」を組み合わせている本作が、「キャント・バイ・ミー・ラヴ」と構造的に類似していると特徴づけている。クリフ・リチャードの楽曲「ムーヴ・イット」と同じくヴァースは24小節であるのに対して、ブリッジは4小節と短い。エヴェレットは、「この短いブリッジが『形式上の曖昧さ』を生みだしている」を述べている。
曲の最初の4小節では、リズムギターとピアノだけが聞こえ、その後ベースやドラムが入ってくる。レノンは、リズムギターをオフビートで弾くことにより、曲にレゲエのようなアクセントを加えている。音楽評論家のイアン・マクドナルドは、マッカートニーのレガートを用いたベースラインを「曲の構成における目玉」としており、「それがなければ、ほかの要素が意味をなさないものになっていただろう」と述べている。
三人称で歌われる歌詞は、彼女が彼に対してプレゼントを贈ったりしないものの、まだお互いを愛しているという状況を説明している。歌詞中では「Turn me on when I get lonely」と「People tell me that she's only fooling」、「She will never make me jealous」と「Give me all her time as well as loving」といったかたちで、末尾から2番目の単語で韻を踏んでいる。また歌詞には、ビートルズの楽曲では初となる麻薬への言及が含まれており、「Turn me on when I get lonely（さびしくなったら気分を晴らしてくれる）」というフレーズはマリファナを指している。ビートルズは、1964年の北米ツアー中にニューヨークでボブ・ディランとマリファナを服用した。1980年の『プレイボーイ』誌のインタビューで、レノンは「僕らは『turn me on』というフレーズを使ったけど、これはまさしく…マリファナを服用したときの感覚、みたいな感じ。エキサイティングだった」と語っている。

## レコーディング
ビートルズは、アルバム『ビートルズ・フォー・セール』のセッション中である1964年10月8日に「シーズ・ア・ウーマン」のレコーディングを行なった。レコーディングはEMIレコーディング・スタジオのスタジオ2で行なわれ、ジョージ・マーティンはバランス・エンジニアのノーマン・スミスの補助のもとでセッションのプロデュースを手がけた。ベーシック・トラックは、トラック1がギターとドラムとベース、トラック2がマッカートニーのリード・ボーカルという編成になっている。テイク1はロカビリー調の演奏となっており、後のテイクで確認できるシンコペーションは使用されていない。テイク5では、マッカートニーの叫びとともにジャムに移り、このジャムのパートも含めて演奏時間は6分を超えた。音楽評論家のマーク・ハーツガードは、このテイクを「いくぶん荒々しい感じだが、威勢のいいジャム」と表現していて、エヴェレットは、1969年に発表されたレノンの楽曲「コールド・ターキー」に近いと述べている。その後2テイク演奏し、テイク6が「ベスト」とされた。

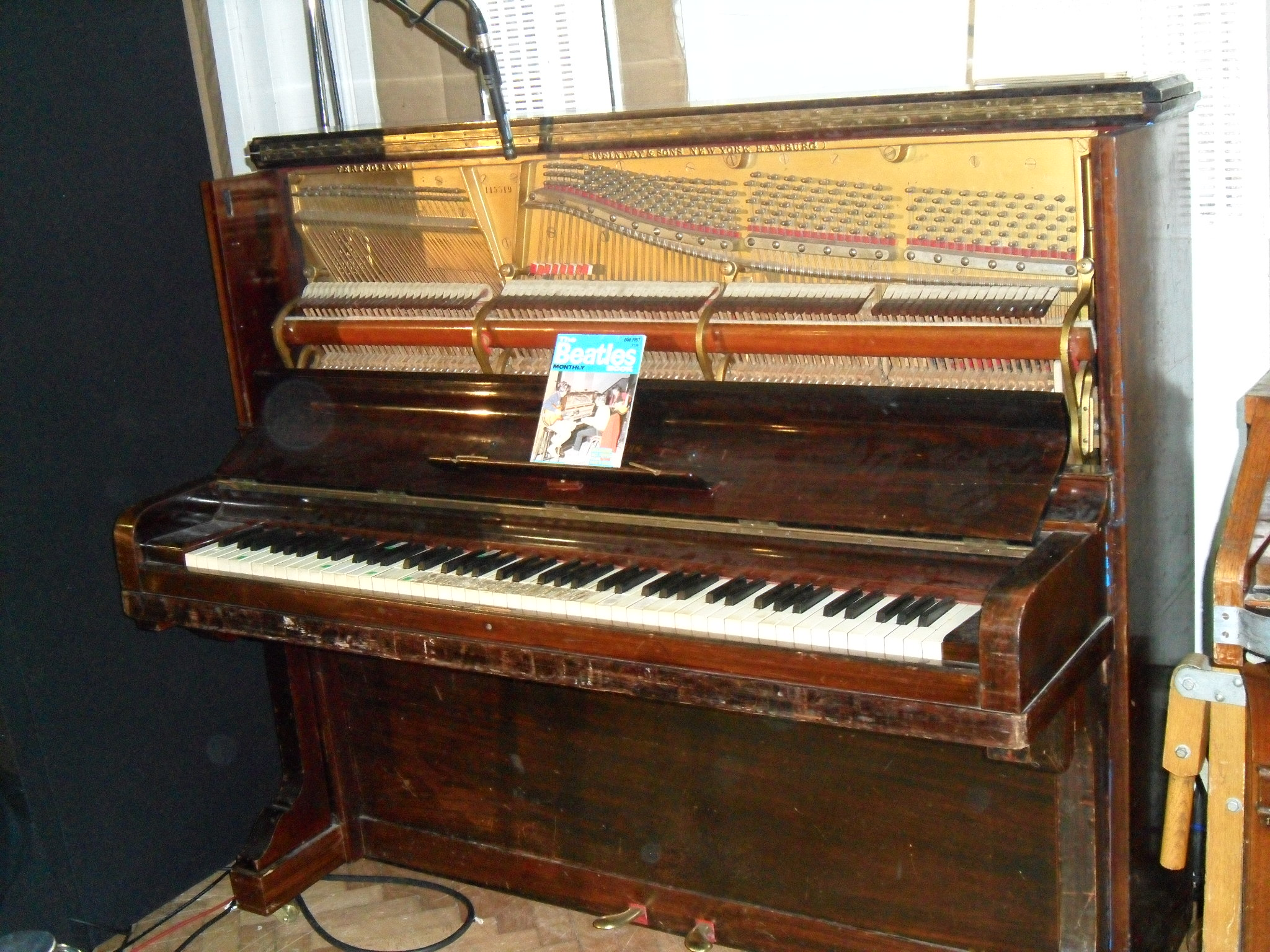
スタインウェイ・バーティグランド。マッカートニーは、「シーズ・ア・ウーマン」でこのピアノを演奏している。

夕食を終えた後、ビートルズはテイク6に対してオーバー・ダビングを行なった。リンゴ・スターは、ショーカリョとパーカッションを追加。マッカートニーはボーカルをダブルトラッキングし、2番のヴァースにリードギターの代わりとしてタック・ピアノ（スタインウェイ・バーティグランド）を加えた。ジョージ・ハリスンは、グレッチ・カントリー・ジェントルマンでダブルトラックのギターソロをオーバー・ダビングした。マッカートニーは完成した楽曲に満足しており、「見事なR&Bの小曲」と称している。
10月12日、マーティンとスミスはスタジオ2で、モノラル・ミックスとステレオ・ミックスを作成。この日に作成されたモノラル・ミックスは、イギリスで発売された作品のみに使用され、アメリカでは10月21日に作成されたモノラル・ミックスが使用された。10月21日に作成されたモノラル・ミックスは、12日に作成されたミックスよりも1秒早くフェード・アウトする。10月21日のミキシングは、通常はEMIレコーディング・スタジオの「実験室」とされているルーム65で行なわれた。キャピトル・レコードの幹部であるデイヴ・デクスター・ジュニアは、アメリカ用のマスターを受け取った後、テープに大量のエコーをかけ、マッカートニーのピアノのパートをかき消した。アメリカで発売された作品に収録されているステレオ・ミックスは、アメリカのモノラル・マスターから作成した疑似ステレオ・ミックスとなっている。

## リリース・評価
キャピトル・レコードは、アメリカで1964年11月23日にシングル盤『アイ・フィール・ファイン』のB面曲として「シーズ・ア・ウーマン」を発売した。パーロフォンは、イギリスで11月27日に同じ組み合わせで発売した。評論家のニール・スペンサーは、アルバム用の新曲が不足していなかったら、この曲が『ビートルズ・フォー・セール』に収録されていた可能性を示している。1965年に公開されたビートルズ主演の映画『ヘルプ!4人はアイドル』で、テープ・レコーダーから本作が流れるシーンが存在するが、同作のサウンドトラックには収録されていない。
アメリカでは、1964年12月15日にキャピトル・レコードから発売されたアルバム『ビートルズ '65』に収録された。以降、1978年にイギリスで発売されたコンピレーション・アルバム『レアリティーズ』や、1988年に発売されたコンピレーション・アルバム『パスト・マスターズ Vol.1』に収録された。なお、アメリカでリアル・ステレオ・ミックスが初めて収録されたのは、『パスト・マスターズ Vol.1』となる。その後、モノラル・ミックスは、2009年に発売されたコンピレーション・アルバム『モノ・マスターズ』に収録された。
『NME』誌のデレク・ジョンソンは、発売当時のレビューの中で「シーズ・ア・ウーマン」を「印象的で聞き心地のいい曲」と表現し、楽曲の「ドキドキするビート」とブルースに影響されたボーカルを強調した。『ビルボード』誌は、A面曲の「アイ・フィール・ファイン」とともに本作がすぐにヒットすると予測し、シングル盤に対して「契約してから1年を迎えることを記念したバンドによるキャピトルへの贈り物」という認識を示した。イギリスで発売されたシングル盤は、5日以内に80万枚を売り上げ、12月9日時点で100万枚の売り上げを記録した。1964年の最初の7か月で5作のアルバムと16作のシングルが発売されたアメリカでは、以降のビートルズの発売周期の落ち着きにより、ファンは次のシングルの発売を大いに期待するようになっていた。アメリカで発売されたシングル盤は、発売初週で100万枚以上の売り上げを記録した。「シーズ・ア・ウーマン」は、Billboard Hot 100で9週にわたってチャートインし、最高位4位を記録した。
『オールミュージック』に寄稿したスティーヴン・トマス・アールワインは、『パスト・マスターズ』のレビューの中で、本作を「ビートルズの実にハードなロックを演奏する能力を実証した」楽曲として挙げている。音楽評論家のイアン・マクドナルドは、本作を「ビートルズがこれまでに録音した中で最も過激なサウンド」と表現し、「注目を集めるベースラインを備えた初のビートルズの曲」としている。マクドナルドは、さらに本作を一風変わった曲と特徴づけ、マッカートニーが1964年後半にレコーディングで行なった実験の1つとして「ホワット・ユー・アー・ドゥーイング」や「エイト・デイズ・ア・ウィーク」と関連づけている。エヴェレットは、ハリスンのギターソロを「ギタリストのカール・パーキンスの影響を強く受けたロカビリー調」であると説明している。『ローリング・ストーン』誌の評論家であるロブ・シェフィールドは、本作の「ドスンとしたパワーコード」は、ヘヴィメタル・バンドのブラック・サバスのサウンドを予見させると書いている。
音楽学者のアラン・W・ポラックは、本作を「ロング・トール・サリー」以来の「マッカートニーによる最もとっぴなボーカル・パフォーマンス」と表現し、1969年に発表された「ゲット・バック」や「オー!ダーリン」を予見させるとしている。ハーツガードは、本作を「ハスキーなマッカートニーのロッカー」と称し、「ビートルズの作品で最もやっかいな韻の1つ」として「My love don't give me presents / I know that she's no peasant」というフレーズを挙げている。マクドナルドは、歌詞について否定的な見解を示す一方で、マリファナへの言及だけは注目に値するとしている。

## その他のバージョン

### BBCラジオやライブでの演奏
1960年代のイギリスの法律により、BBCラジオは特にメディア用に録音された素材を再生することを強制されていた。この慣習に従い、ビートルズは2度にわたって演奏を録音し、1964年11月17日に『Top Gear』、1965年5月26日に『The Beatles (Invite You to Take a Ticket to Ride)』用の録音を行なった。後者は1965年6月7日に放送され、ビートルズがBBCラジオのために演奏した最後の楽曲の1つとなった。1964年11月17日に録音された演奏は、1994年に発売された『ザ・ビートルズ・ライヴ!! アット・ザ・BBC』に収録されている。
ビートルズは、1965年と1966年のツアーで、「ツイスト・アンド・シャウト」、「アイ・フィール・ファイン」、「ロック・アンド・ロール・ミュージック」に続く2曲目に演奏していた。1965年8月15日のシェイ・スタジアム公演でも演奏していて、当時のライブでは撮影が行なわれていたが、本作の演奏中にカメラのフィルムを入れ替えていた関係から、ドキュメンタリー映画『THE BEATLES/シェアスタジアム』には含まれていない。1977年に発売された『ザ・ビートルズ・スーパー・ライヴ!』には、1965年8月30日のハリウッド・ボウル公演でのライブ音源が収録されている。伝記作家のジョナサン・グールドは、この時のライブ演奏を曲の「決定版」と表現している。1996年にアップル・レコードから発売された『ザ・ビートルズ・アンソロジー2』には、1966年6月30日の日本武道館公演でのライブ音源が収録された。伝記作家のジョン・C・ウィンは、同公演について「特に演奏が貧弱」と説明しており、後にビートルズのロード・マネージャーであるニール・アスピノールは、「日本の観客からの叫び声がなかったことから、バンドが調子外れで演奏していることに気づいた」と述べている。
マッカートニーはたびたびソロ・ライブで本作を演奏しており、2004年の「Summer Tour」で演奏した。1991年1月25日には『MTVアンプラグド』用にアコースティックのアレンジでの演奏を撮影している。このアレンジで演奏するために、キーを原曲のAからEに上げる必要があった。当時の演奏は、1991年に発売されたライブ・アルバム『公式海賊盤』に収録されている。

### 他のアーティストによるカバー
チャールズ・リヴァー・ヴァレー・ボーイズは、1966年に発売したアルバム『ビートル・カントリー』に「シーズ・ア・ウーマン」のカバー・バージョンを収録している。1995年にCD化された時期に、『CMJニュー・ミュージック・マンスリー』誌のアドレア・モエドは、「オリジナルをほとんど忘れさせるテクニカルな名人芸」を示していると述べた。
ジェフ・ベックは、ジョージ・マーティンがプロデュースを手がけた1975年に発売のアルバム『ブロウ・バイ・ブロウ』で、「シーズ・ア・ウーマン」をカバーした。この数か月前にベックは、BBCで放送されたUPPのドキュメンタリー番組『Five Faces of Guitar』で本作を演奏している。キーボーディストのマックス・ミドルトンは、カリプソのようなアレンジを思いついたことから、アルバムでカバーすることを提案した。後にミゲルトンは「ジョージが嫌がっていたけど、ジェフはそれをよく思ってくれたから、そのアレンジでやることにした」と回想している。ベックは原曲のボーカルのメロディーをギターで弾き、トーク・ボックスを取り入れ、レゲエ調のインストゥルメンタルにアレンジを変えた。『オールミュージック』のマーク・キルシェンマンは、ベックによるカバー・バージョンについて「巧妙なアレンジ」と評し、マーティン・パワーも同様に肯定的な評価をしている。
スクリッティ・ポリッティは、シャバ・ランクスとともに「シーズ・ア・ウーマン」をカバー。1991年4月に全英シングルチャートで最高位20位を記録。

## クレジット
※出典（特記を除く）
- ポール・マッカートニー - ダブルトラックのボーカル[11][28]、ベース、ピアノ
- ジョン・レノン - リズムギター
- ジョージ・ハリスン - ダブルトラックのリードギター[注釈 10]
- リンゴ・スター - ドラム、ショーカリョ

## チャート成績

### 週間チャート
| チャート (1964年 - 1965年)          | 最高位 |
| ----------------------------------- | ------ |
| ベルギー (Ultratop 50 Wallonia)     | 7      |
| Canada Top Singles (RPM)            | 18     |
| ニュージーランド (Lever Hit Parade) | 1      |
| US Billboard Hot 100                | 4      |
| US Cash Box Top 100                 | 8      |

### 年間チャート
| チャート (1965年) | 最高位 |
| ----------------- | ------ |
| US Cash Box       | 99     |